# Asproleria albituberculata
Genre
Espèce
Asproleria albituberculata, unique représentant du genre Asproleria, est une espèce d'opilions laniatores de la famille des Podoctidae.

## Distribution
Cette espèce est endémique de province de Morobe en Papouasie-Nouvelle-Guinée. Elle se rencontre vers Finschhafen.

## Description
Le syntype mesure 3 mm.

## Publication originale
- Roewer, 1949 : « Über Phalangodidae II. Weitere Weberknechte XIV. » Senckenbergiana, vol. 30, p. 247–289.